# Championnat du Bhoutan de football 2019
Navigation
Saison précédente Saison suivante
La saison 2019 du Championnat du Bhoutan de football est la huitième édition du championnat national de première division au Bhoutan. 
Le format de la compétition change à compter de la saison 2019 pour passer à un championnat à dix équipes, s'affrontant en matchs aller-retour. Les cinq premiers de l'édition 2018 sont rejoints par les cinq premiers de la deuxième division (Super League) qui se déroule d'avril à juin 2019. 
Les quatre derniers sont relégués en Super League 2020, comme ce championnat se déroule avant la Premier League 2020, ils peuvent donc en cas de qualification de nouveau participer à la prochaine édition de Premier League.

## Les clubs participants
- Clubs de National League 2018 : 
  - Transport United
  - Thimphu FC (le club est dissout puis remplacé par Phuentsholing United FC)
  - Thimphu City FC
  - Paro FC
  - Ugyen Academy FC
- Promus de Super League 2019 :
  - High Quality United 1er de Super League 2019
  - Druk Star Football Club 2e
  - BFF Academy U-19 3e
  - Druk United Football Club 4e
  - Paro United FC  5e

## Compétition

### Classement
| Rang | Équipe                     | Pts | J  | G  | N | P  | Bp | Bc  | Diff |
| ---- | -------------------------- | --- | -- | -- | - | -- | -- | --- | ---- |
| 1    | Paro FC                    | 51  | 18 | 17 | 0 | 1  | 98 | 14  | +84  |
| 2    | Transport UnitedT          | 41  | 18 | 13 | 2 | 3  | 59 | 27  | +32  |
| 3    | Thimphu City FC            | 34  | 18 | 11 | 1 | 6  | 73 | 19  | +54  |
| 4    | Ugyen Academy FC           | 33  | 18 | 10 | 3 | 5  | 63 | 30  | +33  |
| 5    | BFF Academy U-19 P         | 30  | 18 | 9  | 3 | 6  | 56 | 26  | +30  |
| 6    | Druk United Football ClubP | 30  | 18 | 9  | 3 | 6  | 30 | 26  | +4   |
| 7    | High Quality United FC P   | 19  | 18 | 6  | 1 | 11 | 50 | 40  | +10  |
| 8    | Druk Star Football ClubP   | 17  | 18 | 5  | 2 | 11 | 37 | 45  | -8   |
| 9    | Paro United FC P           | 7   | 18 | 2  | 1 | 15 | 28 | 137 | -109 |
| 10   | Phuentsholing United FC P  | 0   | 18 | 0  | 0 | 18 | 21 | 151 | -130 |

|  | Qualification pour la Coupe de l'AFC 2020     |
|  | Relégation en Super League                    |
|  | T : Tenant du titre P : Promu de Super League |

## Bilan de la saison
| Championnat du Bhoutan de football 2019 | |
| Champion                                | Paro FC (1er titre) |
| Qualifications continentales            | |
| Coupe de l'AFC 2020                     | Paro FC |
| Promotions et relégations               | |
| Promus en Premier League                | Les promotions se jouent en préambule de la prochaine saison, les clubs relégués cette saison peuvent donc être promus la prochaine saison |
| Relégués en Super League                | High Quality United FC |
| Relégués en Super League                | Druk Star Football Club |
| Relégués en Super League                | Paro United FC |
| Relégués en Super League                | Phuentsholing United FC |